# Nuno de Assis
Nuno de Assis (São Fidélis, 1897 — Bauru, 2 de fevereiro de 1977) foi um médico e político brasileiro e prefeito dos municípios de Avaí e Bauru.

## História
Nascido em São Fidelis, Nuno de Assis ingressou na Faculdade de Medicina da Universidade Federal do Rio de Janeiro e formou-se em 1923. Posteriormente transferiu-se para o estado de São Paulo, exercendo a medicina no interior do estado, sendo diretor do Hospital Salles Gomes em Bauru, mantido pela Estrada de Ferro Noroeste do Brasil. Em 1928 tomou posse de seu primeiro cargo público: vereador e presidente da Câmara Municipal de Presidente Alves. Em setembro daquele ano, mudou-se de Presidente Alves para a cidade vizinha de Avaí. No ano seguinte, renunciou ao cargo de vereador de Presidente Alves e se elegeu prefeito de Avaí, cargo que ocupou por três vezes entre 1929 e 1935.
Em 1935 foi exonerado da prefeitura de Avaí e foi nomeado professor de história do ginásio estadual de Bauru e médico da Delegacia Estadual de Saúde de Bauru. Com a promulgação da lei federal que vedava acumulações de cargos públicos, Nuno de Assis foi exonerado da Delegacia Estadual de Saúde em 1938. Após a queda de Getúlio Vargas, ingressou na recém formada União Democrática Nacional, sendo um de seus líderes em Bauru.

### Prefeitura de Bauru (1º Mandato)
Em 1951, apoiado por Adhemar de Barros, concorreu ao cargo de prefeito de Bauru enfrentando e vencendo o futuro prefeito Nicola Avallone Junior (este apoiado por Jânio Quadros).  Iniciou a construção do Palácio Municipal das Cerejeiras em 1952, sede da Prefeitura de Bauru, a sua inauguração ocorreu em 1964 durante a sua gestão.

### Entre mandatos
Após perder o controle da cidade para o grupo político de Nicola Avallone Junior (Nicolinha), exerceu o mandato de vereador de Bauru por alguns meses até renunciar. Posteriormente passou a trabalhar em um estudo sobre o tamanho dos estados brasileiros, propondo ao congresso a alteração da divisão territorial do Brasil em novos estados. Em 1959 tentou retomar a cadeira de prefeito mas acabou derrotado por Irineu Bastos, apoiado por Nicolinha. Naquele mesmo ano, perdeu uma ação movida por um cidadão contra um reajuste do próprio salário de prefeito efetuado em 1952 e teve de reembolsar os cofres públicos.

### Prefeitura de Bauru (2º Mandato)
Em 1963, pelo PSP de Adhemar, concorreu e venceu a eleição para a prefeitura de Bauru com 10149 votos contra 7538 votos de Wilson Costa, da UDN.
Em seu segundo mandato criou a Companhia Metropolitana de Habitação de São Paulo (COHAB) na cidade de Bauru em 1966. Projetou o distrito industrial de Bauru, em parceria com o governo do estado, implantado na gestão seguinte. 